# Sergej Šojgu
Sergej Kužugetovič Šojgu (in russo Сергей Кужугетович Шойгу? , in tuvano Сергей Күжүгет оглу Шойгу?; sovente trascritto all’inglese anche come Sergei Kuzhugetovich Shoigu; Čadan, 21 maggio 1955) è un generale e politico russo di etnia tuvana.
Ministro della difesa della Federazione Russa dal 2012 al 2024, precedentemente ha ricoperto le cariche di ministro per le situazioni d'emergenza, dal 1994 al 2012, presidente del comitato statale per la protezione civile, dal 1991 al 1994, e brevemente di governatore dell'oblast' di Mosca nel 2012. Nel 1999 è stato insignito del titolo di eroe della Federazione Russa.
Stretto confidente e alleato di Vladimir Putin, Šojgu appartiene al siloviki della cerchia ristretta di Putin. Gli è stato affidato il compito di supervisionare l'invasione dell'Ucraina dal 2022. Una faida tra Šojgu e Evgenij Prigožin ha portato all'ammutinamento del Gruppo Wagner nel giugno 2023.
Nel maggio 2024, Putin ha sostituito Šojgu con Andrej Belousov come ministro della Difesa, nominando Šojgu Segretario del Consiglio di Sicurezza della Federazione Russa.
Il 25 giugno 2024, la Corte penale internazionale dell'Aia ha emesso mandati di arresto nei confronti di Šojgu e Valerij Gerasimov, con l'accusa di crimini di guerra per attacchi missilistici contro le infrastrutture energetiche ucraine.

## Biografia
Nato il 21 maggio 1955 a Čadan, nella Repubblica autonoma di Tuva, da Kužuget Šojgu, giornalista e politico di etnia tuvana, e Aleksandra Kudrjavceva, contadina russa ma di origini ucraine. Si è diplomato alla scuola nº 1 della città di Kyzyl per poi laurearsi, nel 1977, in ingegneria civile presso l'Università federale siberiana.

### Inizio della carriera politica
Tra il 1988 e il 1989 fu secondo segretario della sezione locale di Abakan del Partito Comunista dell'Unione Sovietica (PCUS) e poi tra il 1989 e il 1990 fu istruttore del comitato regionale del territorio di Krasnojarsk. Nel 1990 si trasferì a Mosca e fu nominato vice capo del Comitato statale per l'architettura e l'edilizia della Repubblica Socialista Federativa Sovietica Russa, poi divenuta Federazione Russa dopo la dissoluzione dell'Unione Sovietica.

### Capo della Protezione civile
Nel 1991 è stato nominato a capo del Dipartimento della Protezione civile, poi trasformato in Comitato statale per la protezione civile, le situazioni d'emergenza e il soccorso in caso di calamità. Il Corpo di salvataggio ha sostituito il precedente sistema di protezione civile sovietico e presto ha assorbito le truppe militarizzate della difesa civile del Ministero della difesa, con 20.000 "soldati", con Šojgu nominato presidente del Comitato di Stato della Federazione Russa per la protezione civile, le situazioni di emergenza e la risposta alle catastrofi.
La protezione civile è rimasta un'organizzazione paramilitare in continuazione della pratica sovietica e nel 1992 Šojgu fu coinvolto politicamente, come nel fallito tentativo di evacuazione del presidente afghano Mohammad Najibullah, sostenuto dalla Russia, nonché nella prevista distribuzione di armi delle scorte della protezione civile ai sostenitori di El'cin durante il colpo di Stato dell'ottobre 1993.
In linea con la natura militarizzata della protezione civile russa, Šojgu ha ricevuto il grado di maggiore generale nel 1993 ed è stato rapidamente promosso tenente generale nel 1995, colonnello generale nel 1998 e nel 2003 quello di generale d'armata, in pratica il più alto grado militare russo.
Si distinse e guadagnò una discreta popolarità per la sua gestione in prima persona delle reazioni a calamità naturali ed atti terroristici. Nel 1992 fu inoltre nominato vicecapo dell'amministrazione provvisoria dell'Ossezia Settentrionale durante il Conflitto osseto-inguscio.
Nel 1994 il Comitato statale fu trasformato nell'attuale Ministero per le situazioni d'emergenza, rendendo Šojgu un membro a tutti gli effetti del governo. Sotto Šojgu, le responsabilità del ministero sono state ampliate per assumere il servizio dei vigili del fuoco di stato russo nel 2002.
Nel 1999 è diventato uno dei leader del partito filogovernativo Unità, creato dal Cremlino in opposizione alle élite anti-El'cin dell'alleanza Patria – Tutta la Russia. L'unità ha consentito l'ascesa di Vladimir Putin alla presidenza e nel 2001 è stata unita al partito al potere Russia Unita, sebbene Šojgu sia stato l'unico delegato a votare contro la fusione.
Šojgu ha ricevuto il premio statale più prestigioso ossia: Eroe della Federazione Russa, nel 1999.
Brevemente, dal 10 gennaio al 7 maggio 2000, è stato anche vice primo ministro. In qualità di ministro ha supervisionato le operazioni di soccorso in seguito al terremoto di Neftegorsk del 1995. Nel 1996 ha discusso la propria tesi su "l'organizzazione della pubblica amministrazione nella previsione delle situazioni d'emergenza al fine di ridurne il danno socio-economico" ricevendo la laurea in economia presso l'Accademia presidenziale russa dell'economia nazionale e della pubblica amministrazione (RANEPA).
In un sondaggio condotto dal Centro di ricerca dell'opinione pubblica russa (VCIOM) nel 2009 Šojgu è risultato il ministro più popolare col 76% degli intervistati che hanno approvato il suo operato e il 60% che lo hanno reputato il migliore nel suo campo.

### Governatore dell'Oblast' di Mosca
Nel marzo 2012 è stato annunciato come uno dei potenziali candidati per la carica di governatore dell'oblast' di Mosca. Eletto dalla Duma dell'oblast' il 5 aprile 2012 è entrato in carica l'11 maggio successivo.

### Ministro della difesa
Viene nominato ministro della difesa il 6 novembre 2012 dal Presidente Vladimir Putin, pur non avendo mai prestato servizio militare per sostituire il dimissionario Anatolij Serdjukov. Secondo l'addetta all'ufficio stampa del Primo ministro Dmitrij Medvedev la nomina di Šojgu è stata proposta dal Primo ministro.
Sulla scia del proprio predecessore ha portato avanti una riforma strutturale delle Forze armate che prevedeva tra i punti principali: una riduzione dei militari e degli ufficiali, la centralizzazione dell'istruzione militare con conseguente riduzione degli istituti ed una complessiva riorganizzazione, in particolare del personale di riserva e dell'aeronautica.
In qualità di ministro della difesa, Šojgu in più occasioni ha accompagnato Putin durante i fine settimana che i due avrebbero trascorso in luoghi sconosciuti nella campagna siberiana.
Serdjukov era impopolare tra gli alti dirigenti militari e da loro visto come un civile senza background militare, qualcosa a cui Šojgu si rivolse legandosi simbolicamente all'esercito indossando la sua uniforme generale dell'esercito, facendo rivivere unità storiche dissolte a causa delle riforme e reintegrando funzionari licenziati da Serdjukov.
Inoltre, Šojgu ha fatto appello per il sostegno alle riforme all'interno dell'esercito piuttosto che assumere una posizione conflittuale, ha nominato viceministri della difesa dall'esercito e ha rimosso i funzionari del servizio fiscale civile nominati da Serdjukov dai vertici del Ministero della difesa.
In qualità di ministro della difesa, Šojgu ha continuato alcuni tentativi di Serdjukov di modernizzare le forze armate russe attraverso la riforma. Ciò includeva la creazione del comando delle forze operative speciali per facilitare un rapido intervento nei conflitti all'interno della percepita sfera di influenza russa e gli sforzi antiterrorismo. Uno degli obiettivi di Serdjukov era di aumentare la quota delle forze armate russe composta da militari a contratto professionisti piuttosto che coscritti che però, continuano sotto Šojgu. Tuttavia, la diminuzione di maschi in età militare e idonei lo ha costretto ad aumentare le quote di coscrizione nazionale all'inizio del 2013, compresi anche i caucasici del nord percepiti come un rischio per la sicurezza da autorità come i ceceni. Ciò ha fatto seguito alle iniziative di Serdjukov di ridurre le esenzioni al reclutamento.
Nel novembre 2012, Šojgu ha deciso di reintrodurre la partecipazione dei cadetti delle scuole Suvorov e delle Nachimov alla parata del 9 maggio.
Nel luglio 2013 Šojgu ha ordinato ai comandanti di iniziare ogni mattina nelle caserme con l'esecuzione dell'inno russo, di compilare un elenco di letture di libri militari-patriottici obbligatori. Nell'agosto 2013 ha ordinato di vestire tutti i lavoratori civili del Ministero della difesa, altro personale e dipendenti della direzione con i cosiddetti "abiti da ufficio".
Nel febbraio 2014 ha annunciato di aver intenzione di firmare accordi con numerosi paesi, tra cui Vietnam, Cuba, Venezuela, Nicaragua, Seychelles e Singapore, per ospitare basi militari permanenti al di fuori del territorio appartenuto in passato all'Unione Sovietica. Da allora sarebbe stato firmato un solo accordo col Vietnam.

#### Attività legate all'Ucraina
Dopo la proclamazione d'indipendenza delle due repubbliche separatiste di Doneck e Lugansk nel luglio 2014 l'Ucraina ha aperto un procedimento penale contro Šojgu per aver contribuito a formare gruppi militari illegali e terroristici in territorio ucraino.
Le autorità ucraine hanno affermato che Šojgu ha coordinato tutte le azioni del comandante supremo della Repubblica Popolare di Doneck Igor' Girkin, fornendo a lui e ad "altri capi terroristi" "armi più distruttive" e istruendolo direttamente, con l'approvazione di Putin.
Nel luglio 2016 Šojgu ha affermato di aver "dispiegato più sistemi di difesa aerea nel sud-ovest " e "anche schierato un contingente di truppe "autosufficienti" in Crimea... Dal 2013... abbiamo formato quattro divisioni, nove brigate e 22 reggimenti, tra cui due brigate missilistiche armate con complessi missilistici Iskander, che hanno permesso di aumentare la potenza di fuoco per distruggere il potenziale avversario."
Nel luglio 2018 Šojgu ha avvertito che l'amministrazione Porošenko dell'Ucraina non stava rispettando gli accordi di Minsk che erano stati firmati per porre fine alla guerra nel Donbass.

#### Invasione russa dell'Ucraina (2022)
Il 29 agosto 2021, Šojgu ha affermato che "la Russia non considera l'Ucraina una minaccia", mentre esprimeva la speranza che la situazione in Ucraina alla fine sarebbe cambiata e che il "caos nazionalista" sarebbe stato fermato. Šojgu ha affermato che gli ucraini "non sono solo i nostri vicini, siamo un unico popolo".
L'11 febbraio 2022 ha incontrato il Segretario di Stato per la difesa britannico Ben Wallace affermando che la Russia non stesse pianificando un'invasione dell'Ucraina. Il 23 febbraio il suo nome è entrato nella lista di persone, aziende ed enti colpiti dalle sanzioni dell'Unione europea dopo la decisione di Putin di riconoscere l'indipendenza delle due regioni ucraine separatiste del Donbass.
Il 24 febbraio 2022 la Russia ha lanciato un'invasione militare su larga scala dell'Ucraina. Šojgu ha affermato che lo scopo dell'invasione "è proteggere la Federazione Russa dalla minaccia militare rappresentata dai paesi occidentali, che stanno cercando di utilizzare il popolo ucraino nella lotta contro il nostro paese".
Il 13 maggio, il Segretario alla Difesa degli Stati Uniti Lloyd Austin ha avviato una conversazione telefonica con Šojgu, la prima chiamata dal 18 febbraio. La chiamata è durata circa un'ora con Austin che ha sollecitato un cessate il fuoco immediato in Ucraina. Lo stesso giorno, l'ex ufficiale dell'FSB ed ex comandante supremo della Repubblica Popolare di Doneck Igor' Girkin ha criticato duramente Šojgu, accusandolo di "negligenza criminale" nel condurre l'invasione.

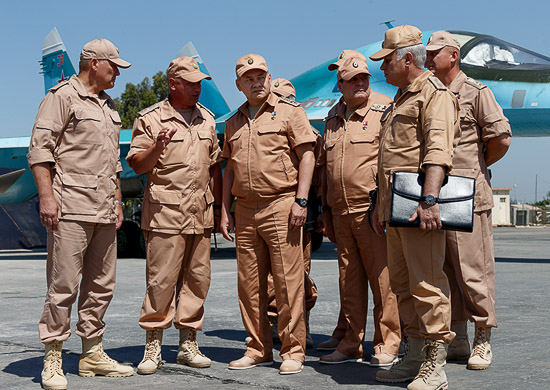
Šojgu e Dvornikov insieme ad altri consiglieri russi alla base aerea di Chmejmim, giugno 2016.

#### Attività legate alla Siria
Il 30 settembre 2015 la Russia ha iniziato un'operazione militare in Siria. L'operazione è stata condotta dalle forze aerospaziali russe, con il supporto della marina russa e delle forze armate siriane di Bashar al-Assad.
Il 16 dicembre 2015, parlando ai membri della Duma di Stato a porte chiuse, Šojgu ha menzionato la possibilità che le forze russe "raggiungessero l'Eufrate" in Siria. Nel giugno 2016, Russia Today, mentre riferiva della visita del ministro Šojgu alla base aerea di Chmejmim, ha mostrato bombe a grappolo incendiarie caricate su aerei russi. Dopo che queste informazioni sono risultate incoerenti con le dichiarazioni ufficiali russe, il video è stato rimosso. Successivamente è stato ripristinato. Una nota editoriale sotto il video non menzionava l'arma, affermando che un fotogramma nel video ha causato "preoccupazione per la sicurezza del personale" a causa del primo piano di un pilota. "Dopo la rivalutazione si è ritenuto che il fotogramma non presentasse alcun rischio; da allora è stato restaurato e il video è nel suo taglio originale", afferma la dichiarazione di RT.
L'11 dicembre 2017, pochi giorni dopo aver dichiarato la Siria "completamente liberata" dall'ISIL e con la campagna di liberazione della sponda occidentale dell'Eufrate nei suoi ultimi giorni, Putin ha visitato la base russa in Siria, dove ha annunciato di aver ordinato il parziale ritiro delle forze schierate in Siria. Diverse ore dopo, Šojgu ha detto che le truppe avevano già iniziato a ritirarsi. Il 26 dicembre 2017, Šojgu ha affermato che la Russia aveva deciso di "formare un raggruppamento permanente" presso la struttura navale di Tartus e la base aerea di Chmejmim, dopo che Putin aveva approvato la loro struttura e la forza del personale. Lo stesso giorno la camera alta del parlamento ha approvato la ratifica di un accordo tra Russia e Siria sull'ampliamento della struttura navale di Tartus, che prevede la sua trasformazione in una vera e propria base navale.
Il 17 settembre 2018, durante numerosi attacchi missilistici di jet israeliani contro obiettivi nella Siria occidentale, l'aereo da ricognizione Il-20 ELINT della Russia di ritorno alla base aerea di Chmejmim, con militari russi a bordo, è stato inavvertitamente abbattuto da un missile siriano. Il giorno successivo il ministro della difesa russo ha accusato l'esercito israeliano dell'incidente e ha riaffermato la sua posizione in una relazione presentata il 23 settembre. Il 20 settembre, l'agenzia di stampa governativa russa ha riferito che la Russia aveva annunciato che diverse aree del Mediterraneo orientale "vicino a Siria, Libano e Cipro" chiuse al traffico aereo e marittimo fino al 26 settembre, a causa delle esercitazioni della Marina russa nell'area. In seguito all'incidente di abbattimento, Šojgu il 24 settembre ha affermato che entro due settimane l'esercito siriano avrebbe ricevuto sistemi missilistici di difesa aerea per rafforzare le capacità di difesa aerea di combattimento della Siria; sono state annunciate una serie di altre misure militari come disturbo radio-elettronico di "navigazione satellitare, radar di bordo e sistemi di comunicazione utilizzati da aerei militari che attaccano obiettivi in territorio siriano", nelle aree del Mediterraneo al largo della costa siriana.
Šojgu ha dichiarato nell'agosto 2021 che la Russia aveva testato 320 nuove armi nel corso della sua campagna in Siria.

## Sanzioni
Il 23 febbraio 2022, l'Unione europea ha ritenuto Šojgu responsabile del sostegno attivo e dell'attuazione di azioni e politiche che minano e minacciano l'integrità territoriale, la sovranità e l'indipendenza dell'Ucraina, nonché la stabilità o la sicurezza in Ucraina. Pertanto l'Unione europea ha aggiunto Šojgu all'elenco delle persone fisiche e giuridiche, delle entità e degli organismi di cui all'allegato I del regolamento (UE) n. 269/2014.
Il 25 febbraio 2022, in seguito all'invasione russa dell'Ucraina, gli Stati Uniti hanno aggiunto Šojgu all'elenco dei cittadini appositamente designati e delle persone bloccate.
Il 28 febbraio 2022, il governo del Canada "ha ulteriormente modificato i suoi regolamenti sulle misure economiche speciali per aggiungere diciotto membri del Consiglio di sicurezza della Federazione Russa responsabili delle" azioni russe in Ucraina ", tra cui il presidente Vladimir Putin, il ministro degli Esteri Sergej Lavrov, Il ministro della Difesa Sergej Šojgu, il ministro della Giustizia Konstantin Čujčenko e il ministro delle finanze Anton Siluanov."

## Vita privata
Secondo The Siberian Times, Šojgu è noto per parlare correntemente otto lingue oltre al russo, tra cui inglese, giapponese, cinese, tuvano e turco.

### Famiglia
Sergej Šojgu è nato da Kužuget Sereevič Šojgu (1921–2010) e Aleksandra Jakovlevna Šojgu (nata Kudrjavceva, 1924–2011). Kužuget era un editore di un quotidiano regionale. In seguito ha lavorato nel Partito Comunista e per le autorità sovietiche. Era il segretario del Comitato del Partito Tuva. Si ritirò con il grado di primo vicepresidente del Consiglio dei ministri dell'ASSR di Tuva. Il padre di Šojgu guidava l'Archivio di Stato di Tuva. Ha trascorso sei anni come direttore del quotidiano Pravda. Ha scritto i romanzi Tempo e persone, Piuma dell'avvoltoio nero (2001), Tannu Tuva: il paese dei laghi e dei fiumi blu (2004).
La madre di Šojgu, Aleksandra, è nata nel villaggio di Jakovlev nell'oblast' di Orël. Da lì, poco prima della guerra, la sua famiglia si trasferì a Kadievka (ora Stachanov) nell'oblast' di Luhans'k, in Ucraina. Aleksandra era zootecnica, onorata operaia agricola della Repubblica di Tuva. Dal 1979 è stata Capo del Dipartimento di Pianificazione del Ministero dell'Agricoltura della Repubblica. È stata più volte eletta deputata del Soviet Supremo (parlamento) dell'ASSR di Tuva.
Il prozio di Sergej, Seren Kužuget, fu comandante dell'esercito rivoluzionario popolare di Tuva dal 1929 al 1938.
Sergej ha due sorelle, Larisa Kužugetovna Šojgu (1953-2021), membro della Duma di Stato, e Irina Zacharova (nata nel 1960), psichiatra.
Šojgu ha sposato Irina Aleksandrovna Šojgu (nata Antipina). È presidente della società di turismo d'affari Expo-EM. Hanno due figlie, Julija (1977) e Ksenija (1991).

### Passatempi
Šojgu ama lo studio della storia della Russia, in particolare l'epoca di Pietro il Grande e l'era tra il 1812 e il 1825 (che include l'invasione francese della Russia e la rivolta dei Decabristi).
Šojgu è appassionato di sport ed è un fan della squadra di hockey del CSKA Mosca. Gli piace il calcio ed è un tifoso dello Spartak Mosca. Nel marzo 2016, insieme a Sergej Lavrov, Šojgu ha presentato il campionato di calcio popolare russo con l'obiettivo di unire i fan di questo sport da tutta la Russia.
Šojgu colleziona spade e pugnali indiani, cinesi e giapponesi. Gli piacciono le canzoni dei bardi e suona la chitarra. Si occupa di acquerelli e grafica. Gli piace collezionare vecchi pezzi di legno, alcuni dei quali ha mostrato a Putin.

### Religione
Šojgu ha dichiarato nel 2008 di essere stato battezzato nella Chiesa ortodossa russa all'età di cinque anni, confutando le voci secondo cui era un praticante di sciamanesimo o buddismo come molti a Tuva.